# Zaluzianskya lanigera
Zaluzianskya lanigera är en flenörtsväxtart som beskrevs av O.M. Hilliard. Zaluzianskya lanigera ingår i släktet Zaluzianskya och familjen flenörtsväxter. Inga underarter finns listade i Catalogue of Life.